# Розенцвейг, Виктор (поэт)
Виктор Розенцвейг (хорв. Viktor Rosenzweig; 1914—1941) — хорватско-еврейский коммунист, поэт и писатель

.

## Биография
Розенцвейг родился в Руме в 1914 году. Во время учёбы в средней школе он стал членом Союза коммунистической молодёжи Югославии — SKOJ (Savez komunističke omladine Juggolavije). После окончания начальной школы в Руме и средней школы в Нови-Саде он начал изучать право в Белграде, но из-за политической деятельности переехал в Загреб, где окончил сельскохозяйственный факультет Загребского университета. Проявлял особую активность среди студентов левых взглядов, став в университете был одним из самых заметных и известных марксистов. В 1934 году он стал членом Коммунистической партии Югославии.
В 1935 году его как коммуниста приговорили к шести месяцам тюремного заключения. Помимо политики, он также вёл активную публичную деятельность в обществах «Светлость» и «Культурное объединение студентов-пацифистов». Розенцвейг был поэтом, написавшим множество стихотворений. Некоторые из его стихотворений были позднее опубликованы в сборнике революционных писателей «Слова и деяния».
30 марта 1941 года был арестован и в апреле 1941 года передан коллаборационистским властям Независимого государства Хорватия. Розенцвейг был заключён в тюрьму Савска цеста. После кратковременного заключения в концентрационном лагере Керестинец убит усташами 9 июля 1941 года вместе с группой левых интеллектуалов и политических активистов: Божидаром Аджией, Отокаром Кершовани, Огненом Прикой, Звонимиром Рихтманном и другими. Та же участь постигла его родителей, которые были убиты в Среме, но его жена, Босилька Розенцвейг, урожденная Пасини (1 сентября 1915 — 15 мая 1989) и дочь Маргита Ягодич (22 февраля 1939 — 18 февраля 1971) пережили войну.

## Опубликованные работы
- Naš život, Orbis Zagreb, 1939